# Poecilostreptus cabanisi
La tangara o tángara chiapaneca (Poecilostreptus cabanisi), también conocida como tángara celeste o tángara de Cabanis, es una especie de ave paseriforme de la familia Thraupidae, una de las dos pertenecientes al  género Poecilostreptus, anteriormente situada en Tangara. Es nativa del sur de México y Guatemala.

## Distribución y hábitat
Se encuentra únicamente en la Sierra Madre de Chiapas, estado de Chiapas, sur de México y suroeste de Guatemala.
Esta especie habita en selvas húmedas frondosas en altitudes entre 1000 y 1700 m en México, pero ha sido registrada entre 860 hasta 1900 m en Guatemala, donde parece ser más abundante arriba de los 1400 m. Aparte de selvas primarias frondosas, también ha sido registrada en bosques degradados y bordes de bosque, incluyendo plantaciones de café adyacentes a selvas primarias, donde se la ha observado nidificando. A pesar de que ocasionalmente es más visible en bordes de bosque, forrajea principalmente en el estrato alto y en el dosel de selvas intocadas, y puede realizar movimiento locales en respuesta a la maduración de siconos de árboles Ficus.

## Estado de conservación
La tangara chiapaneca ha sido calificada como vulnerable por la Unión Internacional para la Conservación de la Naturaleza (IUCN) debido a que su baja población, estimada entre 6000 y 17 000 individuos maduros, se presume estar en decadencia. Hasta el año 2016 era calificada como amenazada de extinción.

## Descripción
Los adultos miden 14 cm de longitud. Son de plumaje azul celeste, con la espalda verde metálico y una lista negra hasta los ojos. El pico es gris con la punta negra. Son aves muy gregarias, llegando a formar grupos de más de 26 miembros. Su voz es una serie de notas metálicas.

## Sistemática

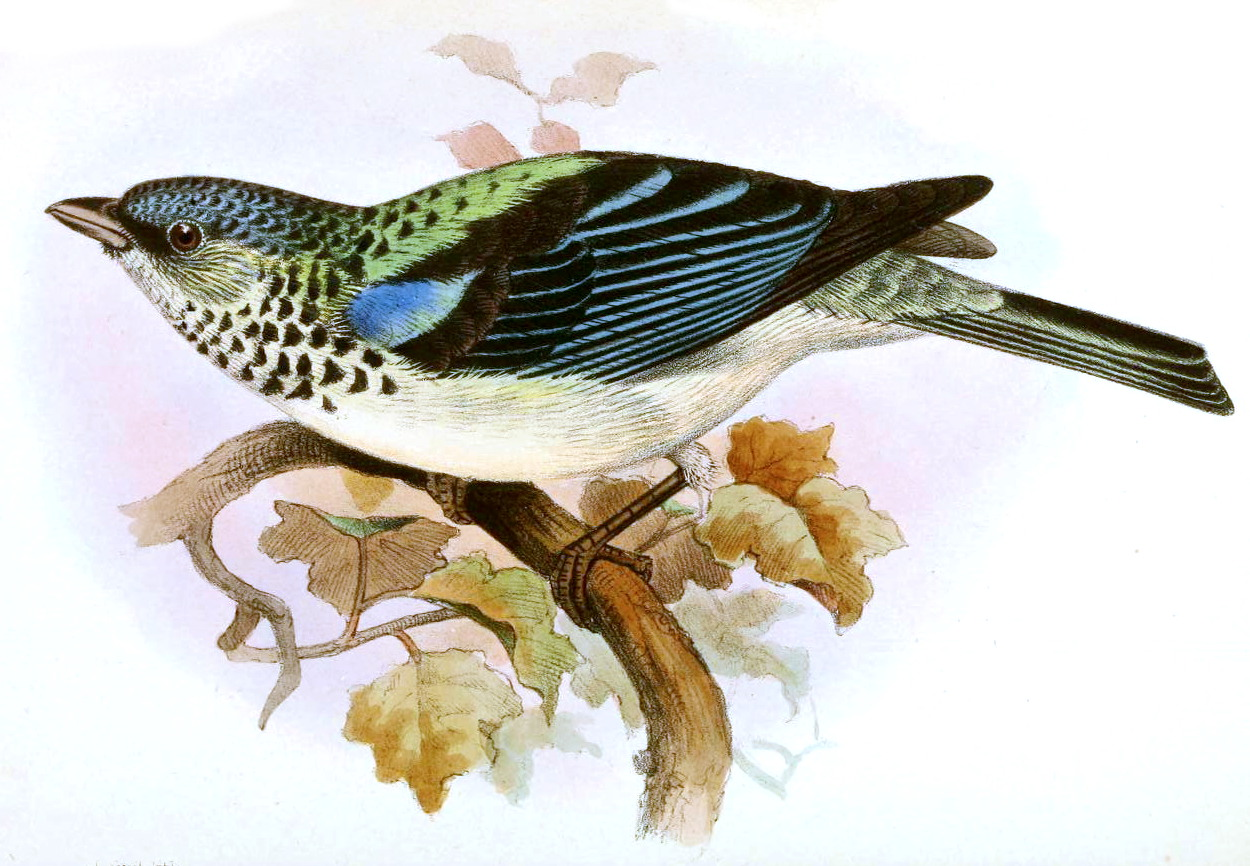
Calliste cabanisi = Poecilostreptus cabanisi, ilustración de Smit en The Ibis, 1868.

### Descripción original
La especie P. cabanisi fue descrita por primera vez por el zoólogo británico Philip Lutley Sclater en 1868 bajo el nombre científico Calliste cabanisi; su localidad tipo es: «Costa Cuca, Guatemala».

### Etimología
El nombre genérico masculino Poecilostreptus se compone de la palabras griegas «ποικίλος poikilos»: punteado, moteado, y «στρεπτός streptos»: collar; en referencia al patrón de motas negras a lo ancho del pecho característico de las especies; y el nombre de la especie «cabanisi» conmemora al ornitólogo alemán Jean Cabanis (1816–1906).

### Taxonomía
Varios estudios filogenéticos recientes demostraron que el entonces ampliamente definido género Tangara era polifilético. Para las especies entonces denominadas Tangara palmeri y T. cabanisi, que quedaban aisladas de las llamadas «tangaras verdaderas», Burns et al. (2016) propusieron  un nuevo género Poecilostreptus. El Comité de Clasificación de Sudamérica (SACC), en la propuesta N° 730 parte 20 aprobó este cambio, en lo que fue seguido por el Congreso Ornitológico Internacional (IOC) y Clements checklist/eBird. Otras clasificaciones como Aves del Mundo (HBW) y Birdlife International (BLI) continúan a tratar a las dos especies con su nombre anterior. Es monotípica.